# Orchestrion

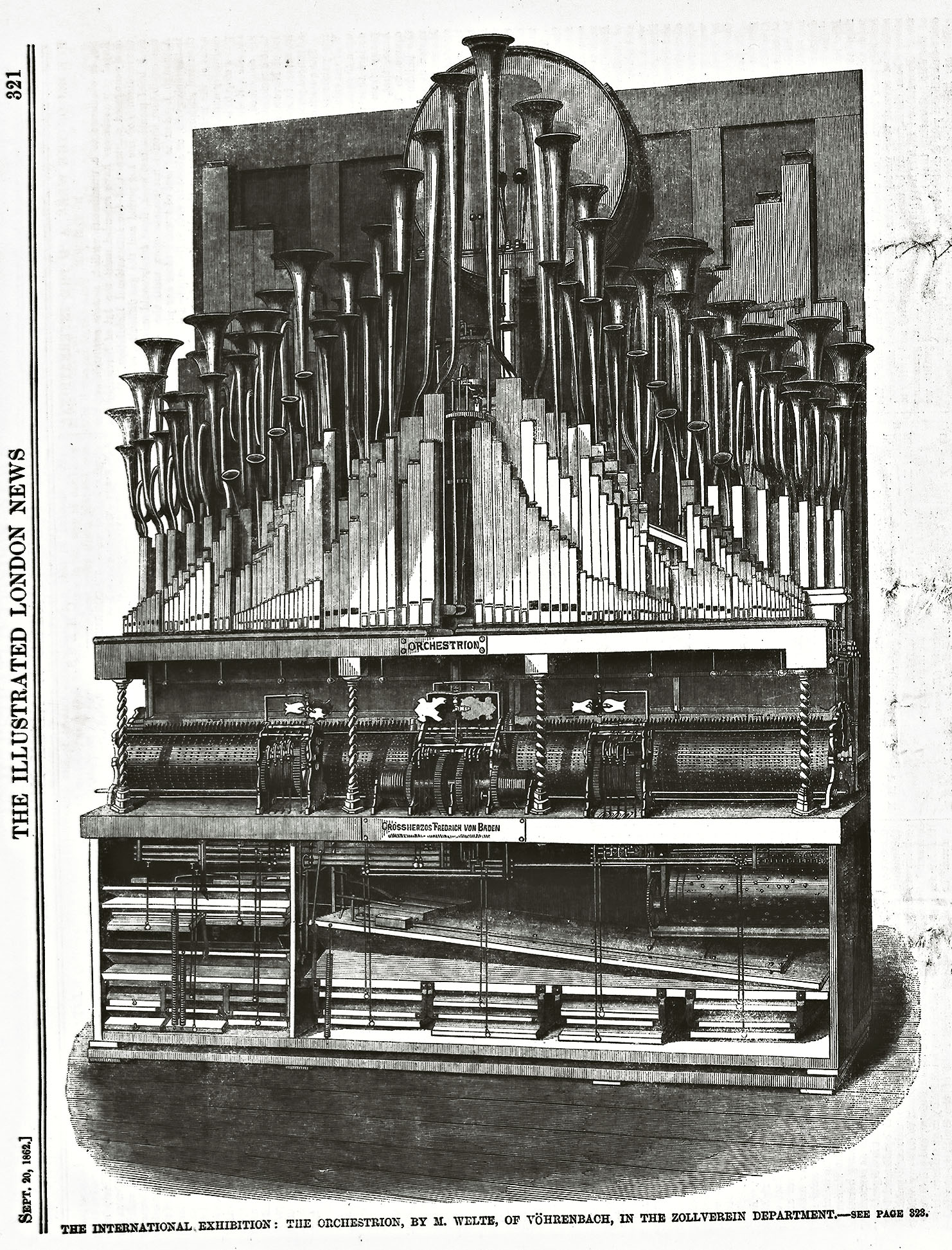
Dessin d'un orchestrion tel que paru dans Illustrated London News le 20 septembre 1862.

Orchestrion est un terme générique pour désigner tout appareil automatique capable de jouer de la musique ressemblant à celle des orchestres ou des groupes musicaux. Le son provient de tuyaux qui sont conçus et ajustés à haute pression pour différer de ceux des orgues d'église et dotés d'instruments de percussion. Certains modèles d'orchestrions comprennent un piano.
Le premier orchestrion connu est le panharmonicon, inventé en 1805 par Johann Nepomuk Mälzel. Friedrich Wilhelm Kaufmann a copié cette machine à jouer automatiquement en 1808 et sa famille a produit des orchestres à partir de ce moment-là. L'un des panharmoniques de Mälzel a été envoyé à Boston (Massachusetts) en 1811 et y a été exposé, puis à New York et dans d'autres villes. Mälzel a également effectué une tournée (avec des interruptions) avec cet instrument aux États-Unis du 7 février 1826 jusqu'à sa mort en 1838. En 1817, Flight & Robson, à Londres, construisit un instrument automatique similaire appelé Apollonicon et, en 1823, William M. Goodrich copia le panharmonicon de Mälzel à Boston, aux États-Unis.
Le nom « orchestrion » a également été appliqué à trois instruments de musique spécifiques :
1. Un orgue de chambre, conçu par Abt Vogler en 1785, qui dans un espace de 9 pieds cubes (250 dm³) contenait pas moins de 900 tuyaux, 3 claviers de 63 touches chacun et 39 pédales.
2. Un pianoforte avec des tuyaux d'orgue attachés, inventé par Thomas Anton Kunz (1756-1830) de Prague en 1791. Cet orchestrion comprenait deux claviers de 65 touches et 25 pédales, tous utilisables indépendamment ou couplés. Il y avait 21 jeux, 230 cordes et 360 tuyaux qui produisaient 105 combinaisons différentes. Les soufflets étaient actionnés soit à la main, soit par des machines.
3. Instrument de musique mécanique, joué automatiquement au moyen de cylindres rotatifs, inventé en 1851 par F. T. Kaufmann de Dresde. Il comprend un orchestre à vent complet, auquel s'ajoutent des timbales, des tambours latéraux, des cymbales, un tambourin et un triangle.